# Atlantis Princess
Atlantis Princess es el tercer disco de la artista coreana BoA. El álbum debutó en el #1 en el Top 50 Korean Monthly Charts, vendiendo 213 ,000 unidades en el mes de mayo. En la versión china del álbum trae incluido un DVD.

## Lista de canciones
1. Time To Begin
2. Atlantis Princess
3. Tree
4. Milky Way
5. 천사의 숨결 ("Beat of Angel")
6. 선물 ("Gift")
7. 이런 내게 ("Where are You")
8. 단념 ("Make a Move")
9. 사랑해요 ("So Much in Love")
10. 남겨진 슬픔 ("Endless Sorrow")
11. The Show Must Go On
12. 서울의 빛 ("The Lights of Seoul")
13. "The Lights of Seoul"

## DVD (versión China)
1. Atlantis Princess (con subtítulos)

## Posicionamiento
- Mayo 2003: # 1- 213.145
- Junio: # 1- 124.747 (337.892)
- Julio: #1 - 53.415 (391.307)
- Agosto: #4 - 46.386 (437.693)
- Septiembre: #8 - 33.732 (471.425)
- Octubre: #17 - 13.925 (485.350)
- Noviembre: #26 - 8.960 (494.310)

- Datos: Q485242